# Краушув
Краушув (пол. Krauszów) — село в Польщі, у гміні Новий Торг Новотарзького повіту Малопольського воєводства.
Населення — 713 осіб (2011).
У 1975-1998 роках село належало до Новосондецького воєводства.

## Демографія
Демографічна структура станом на 31 березня 2011 року:
|          | Загалом | Допрацездатний вік | Працездатний вік | Постпрацездатний вік |
| -------- | ------- | ------------------ | ---------------- | -------------------- |
| Чоловіки | 376     | 89                 | 250              | 37                   |
| Жінки    | 337     | 78                 | 199              | 60                   |
| Разом    | 713     | 167                | 449              | 97                   |